# آن دو فوآ

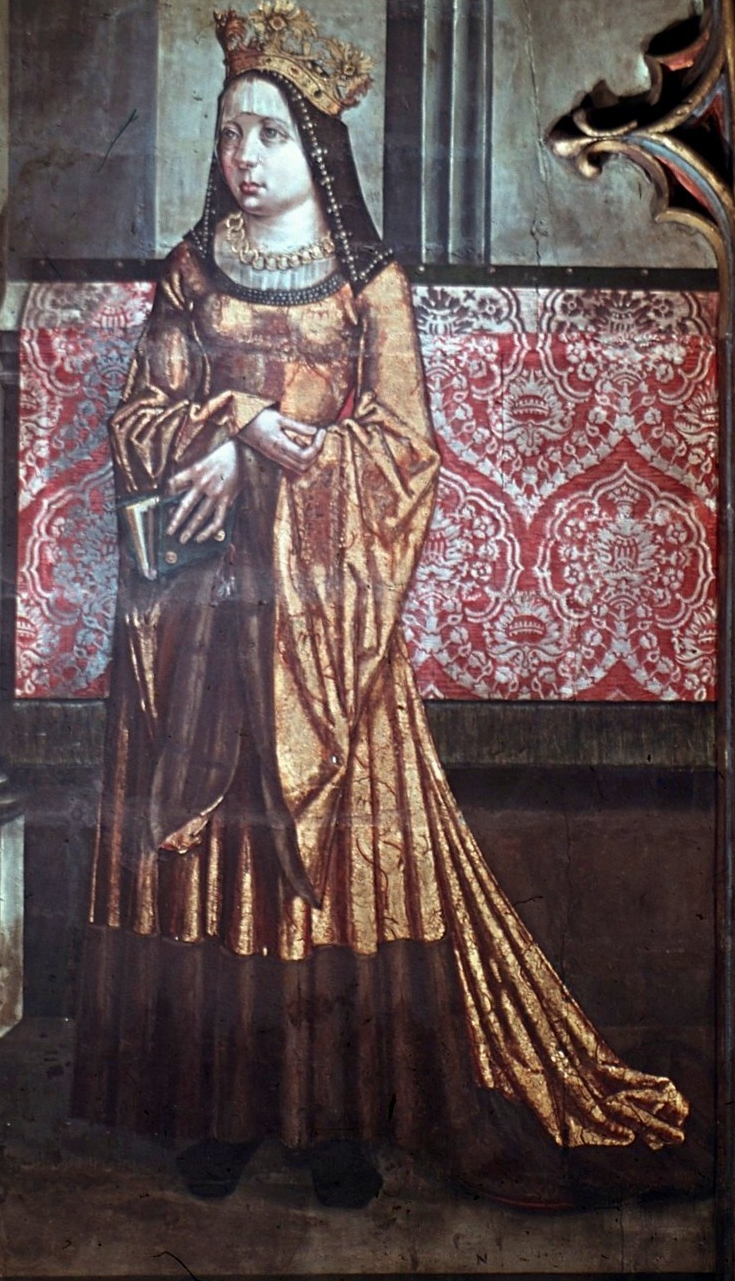
نگارهٔ آن دو فوا

آن دو فوآ(به فرانسوی: Anne de Foix)(زادهٔ ۱۴۸۴- مرگ ۲۶ ژوئیهٔ ۱۵۰۶ میلادی همسر سوم اولاسلوی دوم پادشاه مجارستان بود. وی از دودمان فوآ بود. لایوش دوم پادشاه آیندهٔ مجارستان هم پسر او و اولاسلو بود.
آن در ۱۵۰۲ یا اولاسلو پیمان زناشویی بست. او که در محیطی فرانسوی پرورده شده‌بود، با خود رایزنانی فرانسوی را به مجارستان برد. در این کشور با زاییدن پسری که پادشاه آیندهٔ این کشور می‌شد محبوبیتی یافت، ولی این زایمان او را سخت رنجور ساخت. دو سه هفته پس از زایمان او در حالی که بیست و یک یا بیست و دو سال بیشتر نداشت درگذشت.